# Quray

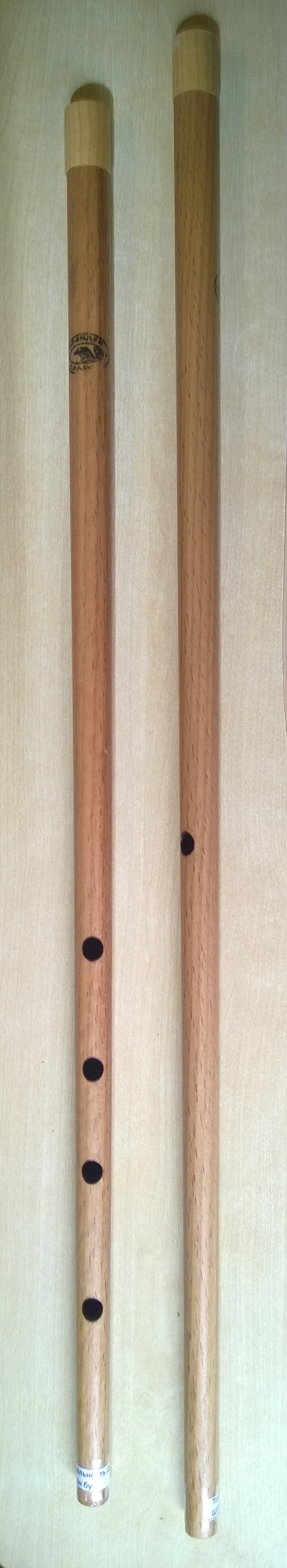
Par de qurays.

El quray (baskir ҡурай) es un tipo de instrumento musical de viento, pariente del choor. Es un símil de flauta larga de extremo abierto con cinco orificios de digitación. El quray es utilizado tanto como instrumento solista o como parte de un conjunto musical formado por otros instrumentos.
Es el instrumento musical más popular de los baskires pueblo que habita en las adyacencias de los montes Urales. La canción folclórica bashkir "las grullas cantoras", ejecutada solo con quray, tiene más de mil años de antigüedad. 

## Descripción
El quray mide de 51 a 81 cm de longitud, y posee un tono principal de tres octavas.  El quray se fabrica usando el tallo de la planta umbelífera Pleurospermum uralense, que mide de 2 a 3 metros de largo. La planta florece en julio, secándose hacia agosto-septiembre. El tallo se corta en septiembre y se lo almacena en un sitio seco y oscuro. La longitud del instrumento resulta de medir una sección del tallo que comprenda de 8 a 10 veces el ancho de una palma de la mano. El primer orificio se realiza a unos cuatro dedos de distancia de la parte superior de la boca, los siguientes tres orificios se realizan a una distancia de dos dedos unos de otros, el quinto en la parte posterior a tres dedos de distancia del cuarto orificio. En la actualidad a veces se fabrica el quray con madera, lo que permite obtener un instrumento más estable y con un sonido similar al del quray original.